# Bisbrooke
Bisbrooke is een civil parish in het bestuurlijke gebied Rutland, in het Engelse graafschap Rutland met 204 inwoners.